# Physcia caesia
Physcia caesia (Hoffm.) Fürnr., 1839 è una specie di lichene appartenente alla famiglia Physciaceae.

## Descrizione

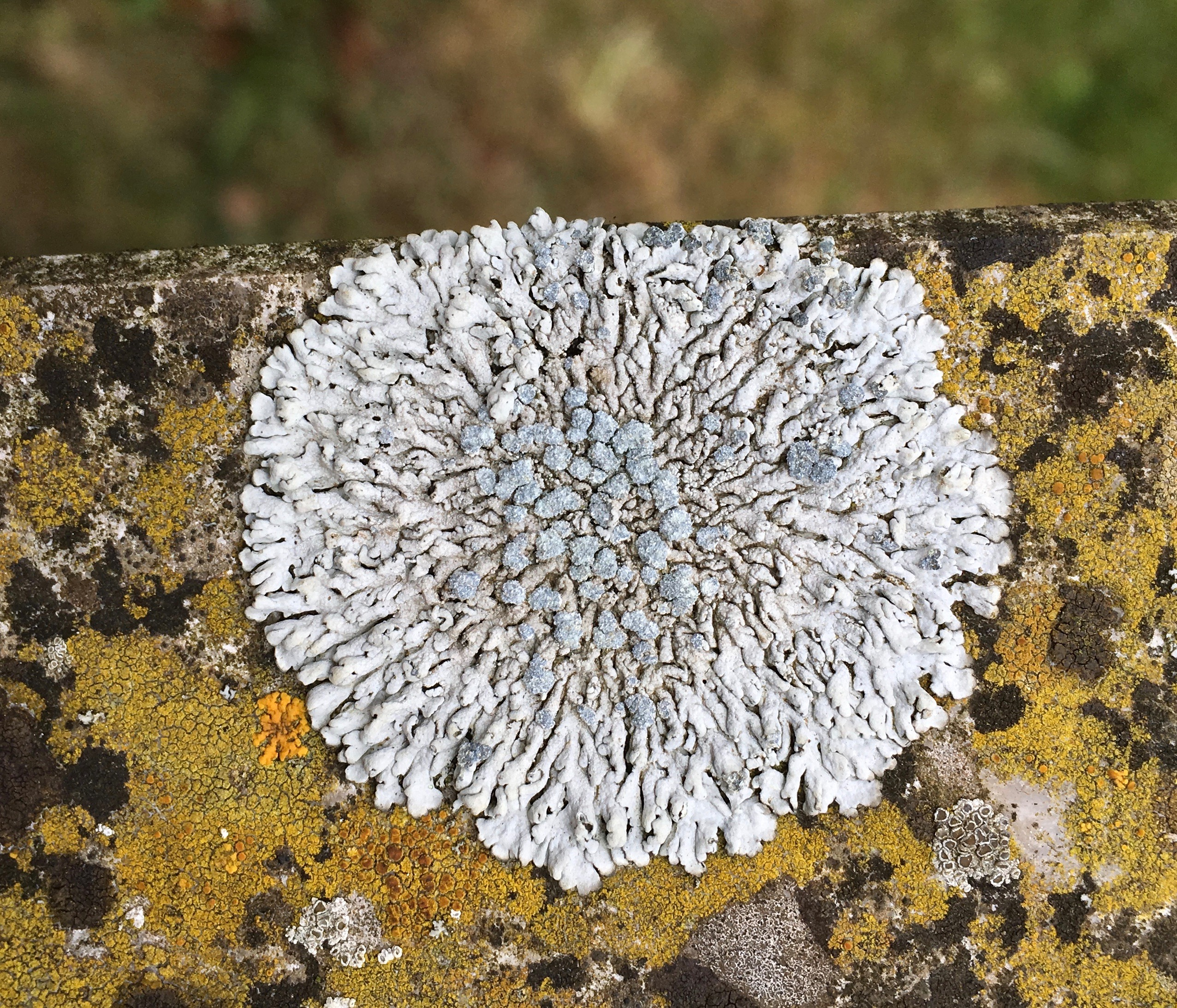

È un lichene folioso tipicamente di colore grigio chiaro con sfumature di grigio più scuro al centro (anche se alcune forme sono considerevolmente più scure) e cresce in una piccola rosetta, solitamente larga circa 2-3 cm a maturità
Solo raramente da luogo allo sviluppo di apoteci, più spesso si riproduce vegetativamente via soredi, che sono disposti, in forma di piccoli cumuli rotondi di colore blu-grigio, sulla superficie superiore del tallo.

## Distribuzione e habitat
Questa specie ha una distribuzione cosmopolita essendo presente in tutti i continenti compresa l'Antartide.
Tollera condizioni estreme di temperatura, dal caldo dei deserti al freddo dei ghiacci antartici, e condizioni estremamente variabili di umidità, crescendo sia su pietre asciutte che su quelle soggette a infiltrazioni, e tollerando anche immersioni prolungate.
Cresce prevalentemente su substrati rocciosi calcarei, ma anche basaltici e silicei, e può svilupparsi anche su cemento, ossa, corteccia. È una specie nitrofila ed è particolarmente comune su substrati soggetti a defecazione degli uccelli. In Antartide cresce su muschi, terreno e ghiaia contribuendo alla formazione della crosta del suolo.